# Coenosia flaviseta
Coenosia flaviseta este o specie de muște din genul Coenosia, familia Muscidae, descrisă de Huckett în anul 1965. Conform Catalogue of Life specia Coenosia flaviseta nu are subspecii cunoscute.